# Tukojirao Holkar II
Tukojirao Holkar (Indore, 3 maggio 1835 – Maheshwar, 17 giugno 1886) fu maharaja di Indore dal 1844 al 1886.

## Biografia

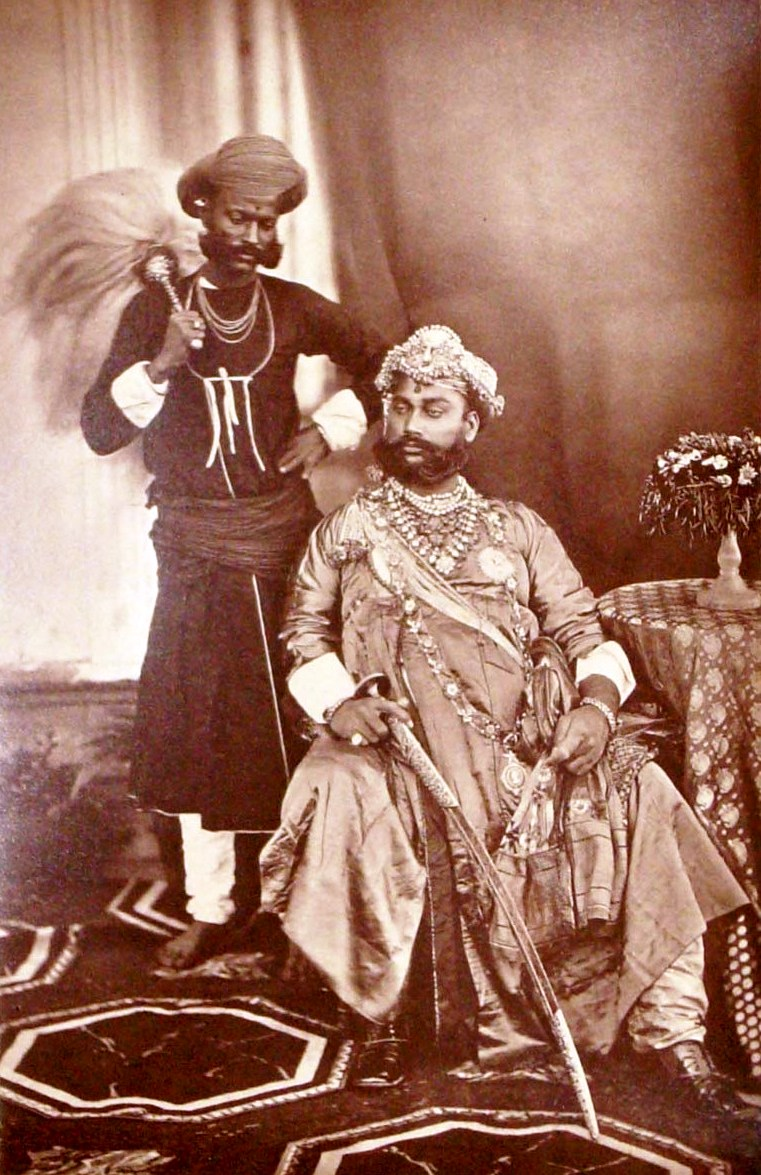
Tukoji II,The Maharaja Holkar of Indore in 1877

Figlio di Sardar Shrimant Santoji Rao Holkar, appartenente ad un ramo collaterale dei maharaja di Indore, alla morte di Khande Rao Holkar II nel 1844 il maharaja Marthand Rao Holkar pretese il trono per sé stesso, ma la sua richiesta venne rigettata da molti nobili locali, e nemmeno venne presentata agli inglesi che dall'inizio del secolo de facto detenevano il controllo dello stato nella forma del protettorato. Krishna Bai Holkar Sahiba, una delle vedove di Yashwant Rao Holkar, suggerì il nome del giovane figlio di Bhao Santoji Holkar, zio di Marthand Rao. La proposta venne accettata ed il dodicenne Jaswant Holkar venne installato sul trono col nome di Tukojirao Holkar II il 23 giugno 1844
Il consiglio di reggenza, controllato dal residente britannico, continuò ad ogni modo ad esistere ed all'età di 16 anni (nel 1848) Tukojirao II ottenne formalmente la possibilità di dirigere personalmente il governo. Krishna Bai morì nel 1849 e Tukoji rafforzò la sua posizione nella partecipazione agli affari del regno (8 marzo 1852) raggiungendo poi i 20 anni ed ottenendo i pieni poteri, introducendo molte riforme durante questo periodo.
Nel 1846 sposò maharani Shrimant Akhand Soubhagyavati Mhalsa Bai Sahib Holkar (nota col nome di Rukhma Bai, che morì di colera a Indore nel giugno del 1848). Dopo la morte della prima moglie, nel 1849 si risposò con maharani Shrimant Akhand Soubhagyavati Bhagirathi Bai Sahib Holkar e poi con Maharani Shrimant Akhand Soubhagyavati Radha Bai Sahib Holkar
Morì a Maheshwar il 17 giugno 1886 e venne succeduto dal figlio maggiore sopravvissutogli, Shivajirao Holkar, nato nel 1859 (il primo ed il secondo figlio gli erano morti rispettivamente nel 1854 e nel 1857).